# Lapplands forskningsstation
Lapplands forskningsstation (finska: Lapin tutkimuslaitos Kevo, engelska: Kevo Subarctic Research Institute) är en forskningsstation under Åbo universitet för biologiska studier i en subarktisk klimatzon. Den ligger i Kevo i Utsjoki kommun, vid stranden av Kevojärvi. Forskningsområden är biologi, biokemi, geologi, miljöstudier och vilda djur.
Forskningsstationen grundades 1956 av Paavo Kallio, som också var stationens chef fram till 1976 och därefter styrelseordförande till 1984. Under hans ledning utvecklades 
ett samarbete med såväl skandinaviska som nordamerikanska forskningsinstitutioner. Han anlade tre arboreta vid Kevo.
Lapplands forskningsstation har möjlighet att härbärgera omkring 40 forskare vintertid och 70 sommartid. Det finns laboratorier, en verkstad, en föreläsningslokal och bostäder.
Stationen har get namn åt asteroiden 2291 Kevo.